# Paiboon Wattanasiritham
Paiboon Wattanasiritham (24 de marzo de 1941) es un economista y político de Tailandia, vice primer ministro y ministro de Desarrollo Social en el gobierno interino de Tailandia formado tras el golpe de Estado de 2006. está casado con la presidenta del Banco Mercial de Siam, Jada Wattanasiritham.
Graduado en la Hull Univesity del Reino Unido en Economía en 1967. Doctor honoris causa en 2002 por la Universidad Dhurakij. Ha sido miembro del equipo directivo del Banco de Tailandia de 1968 a 1980, cuando pasó a dirigir la Bolsa de Bangkok. De 1983 a 1988 fue vicepresidente del Banco Thai Danu. Designado Senador en 1996, puesto que ocupó hasta el 2000, trabajó como presidente de la Fundación Real del Movimiento para la Reconstrucción del Campo en Tailandia, del Instituto de Desarrollo Comunitario y director general del Savings Bank. De 2001 a 2005 fue miembro del Consejo Consultivo Nacional Social y Económico.
Sustituyó el 28 de febrero de 2007 a Pridiyathorn Devakula como vice primer ministro del Gobierno de Tailandia.